# Majka fialová
Majka fialová (Meloe violaceus) je brouk z čeledi majkovitých (Meloidae). Má zkrácené krovky, které jen z části zakrývají zadeček. Při podráždění vylučuje jedovatou tekutinu.

## Život a vývoj
Dospělá majka fialová dosahuje velikosti 10–40 mm, přičemž samičky jsou větší než samečkové, neboť mají v břiše uložená vajíčka. Vývoj majky je dosti komplikovaný a způsobuje, že jsou poměrně vzácné. Z vajíček, kterých naklade samička až 10 000, se vylíhne larva (triungulinus) s nápadnými drápky a štěty na konci těla. Ta šplhá do květů jarních rostlin, kde číhá na svůj hostitelský hmyz, což jsou většinou blanokřídlí, zejména samotářské včely. Těch se pak přichytí a dají se zanést do jejího hnízda. (Toto stadium majky bylo v minulosti nesprávně určeno jako samostatný druh – včelí veš). Triungulin v prvním stádiu sežere včelí vajíčko a potom se přemění do druhého stadia, živícího se včelími zásobami. Brzy se přemění na larvu třetího stadia a v tomto stadiu také přezimuje. Na jaře se přemění do čtvrtého stadia, pak se zakuklí a přemění v dospělého brouka. Pokud triungulin nenajde hostitele včas, či se omylem zachytí druhu hmyzu, který mu neposkytne potřebné prostředí, zahyne. Proto klade majka tolik vajíček.

## Jedovatost majky
V nebezpečí, například při dotyku, vylučuje nažloutlou olejovitou tekutinu – hemolymfu – obsahující mizivé množství prudce jedovatého terpenu kantaridinu. Ten je pro člověka smrtelný již v dávce 30 mg v čistém stavu, avšak dávka, kterou vypustí majka je pro dospělého člověka při styku s pokožkou neškodná. V těle majky jsou dle odborníka Igora Malenovského z Ústavu botaniky a zoologie Přírodovědecké fakulty Masarykovy univerzity koncentrace nižší. V minulosti jed často využívali traviči. Po zasažení kůže se postižené místo špatně hojí.[zdroj?]

## Rozšíření
V České republice je výskyt majky fialové charakteristický spíše pro podhorské až horské polohy. Drží výškový rekord čeledi v ČR nálezem téměř na vrcholu Sněžky. Druh se sice objevuje i v nížinách, ale pak spíše v lesích v okolí cest mimo plnou sluneční expozici (např. severní strana Pavlovských vrchů).